# ملكة جمال أمريكا 2007
مسابقة ملكة جمال أمريكا 2007  ، هي مسابقة ملكة جمال أمريكا الثمانين ، عقدت في لاس فيغاس ستريب في بارادايس ، نيفادا يوم الاثنين ، 29 يناير 2007 ، مما يجعلها المرة الأولى التي تقام فيها مسابقة ملكة جمال في أحد أيام الأسبوع ، وليس يوم السبت التقليدي منذ عام 1927 مسابقة.
تم بث المسابقة مباشرة على شاشة CMT من مسرح الفنون المسرحية في منتجع وكازينو علاء الدين ، وهي المرة الثانية فقط التي تقام فيها المسابقة خارج أتلانتيك سيتي.
في ختام الليلة الأخيرة من المنافسة ، توجت جينيفر بيري ، صاحبة اللقب السابق ، لورين نيلسون كخليفة لها. كلا حاملي اللقب هم من أوكلاهوما ، والحدث الثاني فقط للفائزين على التوالي من ولاية واحدة. كانت آخر مرة فاز فيها حاملو اللقب من نفس الولاية في سنوات متتالية 1959-1960 ، عندما قام ميسيسيبي بهذا الشرف.

## النتائج

### المراكز النهائية
| النتائج النهائية      | اسم المتنافسة |
| --------------------- | --- |
| ملكة جمال أمريكا 2007 | - أوكلاهوما - لورين نيلسون |
| الوصيفة الأولى        | - تكساس - شيلا فيليبس |
| الوصيفة الثانية       | - جورجيا - أماندا كوزاك |
| الوصيفة الثالثة       | - ميسيسيبي - تارين فوشى |
| الوصيفة الرابعة       | - ألاباما - ميليندا تول |
| أفضل 10               | - كاليفورنيا - جاكلين فونتين - هاواي - بيليلوها جايسون - بنسيلفانيا - إميلي ويلز - يوتا - كاتي ميلار - واشنطن - كريستين إدنجز |